# Oulad Teima
Oulad Teima (en àrab أولاد تايمة, Ūlād Tāyma; en amazic ⴰⵡⵍⴰⴷ ⵜⴰⵢⵎⴰ, Wlad Tayma) o també Houara és un municipi de la província de Taroudant, a la regió de Souss-Massa, al Marroc. Segons el cens de 2014 tenia una població total de 89.387 persones.